# Universidad Estatal de Míchigan
La Universidad Estatal de Míchigan (MSU), (Michigan State University en inglés), es una universidad pública en East Lansing, Míchigan. Fundada en 1855, era la institución pionera y servía como un modelo para futuro de universidades en los Estados Unidos bajo acto 1862 de Morrill. Bien conocido por sus programas académicos en educación y agricultura, MSU inició los estudios del empaquetado, del negocio de la hospitalidad, y de la terapia de la música. Su programa de estudios internacionales es el más grande de cualquier universidad en el país, ofreciendo más de 200 programas en más de 60 países en todos los continentes incluyendo la Antártida.
Después de la introducción del acto de Morrill, la universidad coeducacional y se amplió su plan de estudios más allá de la agricultura. Después de la Segunda Guerra Mundial, el número de los estudiantes triplicados en la institución la convirtió en una universidad importante. Hoy, MSU es la octava universidad más grande de los Estados Unidos, con 45 166 estudiantes y 2311 miembros de facultad.

## Historia

### Escuela de Agricultura
La constitución de Míchigan de 1850 llamó para la creación de una “escuela agrícola”,  aunque no estaba hasta el 12 de febrero de 1855 que el gobernador Kinsley S. Bingham de Míchigan firmó una cuenta que establecía la primera universidad de la agricultura de los Estados Unidos, la universidad agrícola del estado de Míchigan.  Las clases comenzaron en mayo de 1857 con tres edificios, cinco miembros de la facultad, y 63 estudiantes masculinos. El primer presidente, José R. Williams, diseñó un plan de estudios que requirió un estudio más científico que prácticamente cualquier institución de la era. Equilibró ciencia, artes liberales, y el entrenamiento práctico. El plan de estudios excluyó el latín y los estudios griegos, puesto que la mayoría de los aspirantes no estudiaron ninguna idiomas clásica en sus escuelas secundarias rurales. Sin embargo, requirió tres horas de trabajo manual diario, que guardaron costes para los estudiantes y la universidad. A pesar de las innovaciones y su defensa de Williams de la educación para las masas, el tablero del estado del plan de estudios de Williams de la sierra de la educación como elitista. Lo forzaron dimitir en 1859 y redujeron el plan de estudios a un programa vocacional de dos años.

### Ataque en el campus
En 2023, un atacante previamente condenado a libertad condicional por "delito grave" y a quien el Estado devolvió su arma de fuego causó un tiroteo en la universidad en el cual perecieron estudiantes.

## Campus
El campus que posee la MSU está situado en Lansing del este en los bancos del río rojo del cedro. El campus comenzó en 1857 con tres edificios: un edificio multipropósito llamó a Universidad Pasillo, un dormitorio resto “de santos llamados más últimos”, y un granero. Hoy, el campus contiguo de MSU consiste en 5200 acres (2.104 ha), 2.000 acres (809.4 ha) de las cuales se convierten. Hay actualmente 676 edificios: 203 para el académico, 154 para la agricultura, 245 para la cubierta y servicio de alimento, así como 74 otros edificios. Total, la universidad tiene 21.931.085 pies cuadrados (de 2 037 464.5 m²) de espacio de interior total. Uniéndola toda son 27 millas (43 kilómetros) de caminos y 100 millas (161 kilómetros) de aceras. MSU también posee 44 características no del campus, sumando 22 000 acres (8903 ha) en 28 diversos condados.

## Académico
MSU tiene el octavo mayor cuerpo estudiantil en los Estados Unidos. Hay 45 166 estudiantes totales, con 35 678 estudiantes y 9488 graduados y los estudiantes profesionales. El cuerpo estudiantil está compuesto por el  y del 46 del 54 %. Mientras que los 89 % de estudiantes vienen de los 83 condados en el estado de Míchigan, también representados son los 50 estados de los Estados Unidos y cerca de 125 de otros países. MSU tiene cerca de 4500 del personal y 6000 miembros de la facultad, y un cociente del estudiante/facultad de 19:1.Es un miembro de la asociación de universidades americanas. Como otras universidades americanas grandes, MSU tiene una gran cantidad de ayudantes de enseñanza de cursos superiores en ciertas disciplinas.

## Deportes
Llaman a los equipos de los deportes de la división I de MSU "Spartans". Compiten en la conferencia de los diez grandes en todos los deportes excepto el hockey sobre hielo, en el cual el equipo es parte de la asociación colegial central del hockey. El equipo de fútbol de MSU ganó el Rose Bowl en 1954, 1956, y 1988. El equipo de baloncesto de hombres ganó el campeonato nacional de NCAA en 1979 y 2000. Además han salido jugadores de baloncesto de la talla de Magic Johnson, Scott Skiles, Draymond Green o más recientemente, Adreian Payne.